# Eulithobius hypogeus
Eulithobius hypogeus är en mångfotingart som beskrevs av Chamberlin 1940. Eulithobius hypogeus ingår i släktet Eulithobius och familjen stenkrypare. Inga underarter finns listade i Catalogue of Life.